# Neoxanthops cavatus
Neoxanthops cavatus är en kräftdjursart som först beskrevs av M. J. Rathbun 1907.  Neoxanthops cavatus ingår i släktet Neoxanthops och familjen Xanthidae. Inga underarter finns listade i Catalogue of Life.